# Рилін
Рилі́н (англ. reelin) — білок, який кодується геном RELN, розташованим у людини на довгому плечі 7-ї хромосоми. Довжина поліпептидного ланцюга білка становить 3 460 амінокислот, а молекулярна маса — 388 388. Рилін міститься у мозку та в інших тканинах і органах тіла людини та тварин. Цей глікопротеїн виконує багато функцій, найважливішою з яких є регулювання міграції та позиціонування нервових стовбурових клітин у період фетального і раннього післяпологового розвитку, необхідне для нормального формування кори та інших структур головного мозку. У дорослому мозку рилін регулює позиціонування нейронів, які утворюються у процесі дорослого нейрогенезу, а також дає внесок у роботу механізмів пам'яті та навчання, модулює синаптичну пластичність, посилює та підтримує довготривалу потенціацію, що стимулює розвиток дендритів.
| 10         |  | 20         |  | 30         |  | 40         |  | 50         |
| ---------- |  | ---------- |  | ---------- |  | ---------- |  | ---------- |
| MERSGWARQT |  | FLLALLLGAT |  | LRARAAAGYY |  | PRFSPFFFLC |  | THHGELEGDG |
| EQGEVLISLH |  | IAGNPTYYVP |  | GQEYHVTIST |  | STFFDGLLVT |  | GLYTSTSVQA |
| SQSIGGSSAF |  | GFGIMSDHQF |  | GNQFMCSVVA |  | SHVSHLPTTN |  | LSFIWIAPPA |
| GTGCVNFMAT |  | ATHRGQVIFK |  | DALAQQLCEQ |  | GAPTDVTVHP |  | HLAEIHSDSI |
| ILRDDFDSYH |  | QLQLNPNIWV |  | ECNNCETGEQ |  | CGAIMHGNAV |  | TFCEPYGPRE |
| LITTGLNTTT |  | ASVLQFSIGS |  | GSCRFSYSDP |  | SIIVLYAKNN |  | SADWIQLEKI |
| RAPSNVSTII |  | HILYLPEDAK |  | GENVQFQWKQ |  | ENLRVGEVYE |  | ACWALDNILI |
| INSAHRQVVL |  | EDSLDPVDTG |  | NWLFFPGATV |  | KHSCQSDGNS |  | IYFHGNEGSE |
| FNFATTRDVD |  | LSTEDIQEQW |  | SEEFESQPTG |  | WDVLGAVIGT |  | ECGTIESGLS |
| MVFLKDGERK |  | LCTPSMDTTG |  | YGNLRFYFVM |  | GGICDPGNSH |  | ENDIILYAKI |
| EGRKEHITLD |  | TLSYSSYKVP |  | SLVSVVINPE |  | LQTPATKFCL |  | RQKNHQGHNR |
| NVWAVDFFHV |  | LPVLPSTMSH |  | MIQFSINLGC |  | GTHQPGNSVS |  | LEFSTNHGRS |
| WSLLHTECLP |  | EICAGPHLPH |  | STVYSSENYS |  | GWNRITIPLP |  | NAALTRNTRI |
| RWRQTGPILG |  | NMWAIDNVYI |  | GPSCLKFCSG |  | RGQCTRHGCK |  | CDPGFSGPAC |
| EMASQTFPMF |  | ISESFGSSRL |  | SSYHNFYSIR |  | GAEVSFGCGV |  | LASGKALVFN |
| KDGRRQLITS |  | FLDSSQSRFL |  | QFTLRLGSKS |  | VLSTCRAPDQ |  | PGEGVLLHYS |
| YDNGITWKLL |  | EHYSYLSYHE |  | PRIISVELPG |  | DAKQFGIQFR |  | WWQPYHSSQR |
| EDVWAIDEII |  | MTSVLFNSIS |  | LDFTNLVEVT |  | QSLGFYLGNV |  | QPYCGHDWTL |
| CFTGDSKLAS |  | SMRYVETQSM |  | QIGASYMIQF |  | SLVMGCGQKY |  | TPHMDNQVKL |
| EYSTNHGLTW |  | HLVQEECLPS |  | MPSCQEFTSA |  | SIYHASEFTQ |  | WRRVIVLLPQ |
| KTWSSATRFR |  | WSQSYYTAQD |  | EWALDSIYIG |  | QQCPNMCSGH |  | GSCDHGICRC |
| DQGYQGTECH |  | PEAALPSTIM |  | SDFENQNGWE |  | SDWQEVIGGE |  | IVKPEQGCGV |
| ISSGSSLYFS |  | KAGKRQLVSW |  | DLDTSWVDFV |  | QFYIQIGGES |  | ASCNKPDSRE |
| EGVLLQYSNN |  | GGIQWHLLAE |  | MYFSDFSKPR |  | FVYLELPAAA |  | KTPCTRFRWW |
| QPVFSGEDYD |  | QWAVDDIIIL |  | SEKQKQIIPV |  | INPTLPQNFY |  | EKPAFDYPMN |
| QMSVWLMLAN |  | EGMVKNETFC |  | AATPSAMIFG |  | KSDGDRFAVT |  | RDLTLKPGYV |
| LQFKLNIGCA |  | NQFSSTAPVL |  | LQYSHDAGMS |  | WFLVKEGCYP |  | ASAGKGCEGN |
| SRELSEPTMY |  | HTGDFEEWTR |  | ITIVIPRSLA |  | SSKTRFRWIQ |  | ESSSQKNVPP |
| FGLDGVYISE |  | PCPSYCSGHG |  | DCISGVCFCD |  | LGYTAAQGTC |  | VSNVPNHNEM |
| FDRFEGKLSP |  | LWYKITGAQV |  | GTGCGTLNDG |  | KSLYFNGPGK |  | REARTVPLDT |
| RNIRLVQFYI |  | QIGSKTSGIT |  | CIKPRTRNEG |  | LIVQYSNDNG |  | ILWHLLRELD |
| FMSFLEPQII |  | SIDLPQDAKT |  | PATAFRWWQP |  | QHGKHSAQWA |  | LDDVLIGMND |
| SSQTGFQDKF |  | DGSIDLQANW |  | YRIQGGQVDI |  | DCLSMDTALI |  | FTENIGKPRY |
| AETWDFHVSA |  | STFLQFEMSM |  | GCSKPFSNSH |  | SVQLQYSLNN |  | GKDWHLVTEE |
| CVPPTIGCLH |  | YTESSIYTSE |  | RFQNWKRITV |  | YLPLSTISPR |  | TRFRWIQANY |
| TVGADSWAID |  | NVVLASGCPW |  | MCSGRGICDA |  | GRCVCDRGFG |  | GPYCVPVVPL |
| PSILKDDFNG |  | NLHPDLWPEV |  | YGAERGNLNG |  | ETIKSGTSLI |  | FKGEGLRMLI |
| SRDLDCTNTM |  | YVQFSLRFIA |  | KSTPERSHSI |  | LLQFSISGGI |  | TWHLMDEFYF |
| PQTTNILFIN |  | VPLPYTAQTN |  | ATRFRLWQPY |  | NNGKKEEIWI |  | VDDFIIDGNN |
| VNNPVMLLDT |  | FDFGPREDNW |  | FFYPGGNIGL |  | YCPYSSKGAP |  | EEDSAMVFVS |
| NEVGEHSITT |  | RDLNVNENTI |  | IQFEINVGCS |  | TDSSSADPVR |  | LEFSRDFGAT |
| WHLLLPLCYH |  | SSSHVSSLCS |  | TEHHPSSTYY |  | AGTMQGWRRE |  | VVHFGKLHLC |
| GSVRFRWYQG |  | FYPAGSQPVT |  | WAIDNVYIGP |  | QCEEMCNGQG |  | SCINGTKCIC |
| DPGYSGPTCK |  | ISTKNPDFLK |  | DDFEGQLESD |  | RFLLMSGGKP |  | SRKCGILSSG |
| NNLFFNEDGL |  | RMLMTRDLDL |  | SHARFVQFFM |  | RLGCGKGVPD |  | PRSQPVLLQY |
| SLNGGLSWSL |  | LQEFLFSNSS |  | NVGRYIALEI |  | PLKARSGSTR |  | LRWWQPSENG |
| HFYSPWVIDQ |  | ILIGGNISGN |  | TVLEDDFTTL |  | DSRKWLLHPG |  | GTKMPVCGST |
| GDALVFIEKA |  | STRYVVSTDV |  | AVNEDSFLQI |  | DFAASCSVTD |  | SCYAIELEYS |
| VDLGLSWHPL |  | VRDCLPTNVE |  | CSRYHLQRIL |  | VSDTFNKWTR |  | ITLPLPPYTR |
| SQATRFRWHQ |  | PAPFDKQQTW |  | AIDNVYIGDG |  | CIDMCSGHGR |  | CIQGNCVCDE |
| QWGGLYCDDP |  | ETSLPTQLKD |  | NFNRAPSSQN |  | WLTVNGGKLS |  | TVCGAVASGM |
| ALHFSGGCSR |  | LLVTVDLNLT |  | NAEFIQFYFM |  | YGCLITPNNR |  | NQGVLLEYSV |
| NGGITWNLLM |  | EIFYDQYSKP |  | GFVNILLPPD |  | AKEIATRFRW |  | WQPRHDGLDQ |
| NDWAIDNVLI |  | SGSADQRTVM |  | LDTFSSAPVP |  | QHERSPADAG |  | PVGRIAFDMF |
| MEDKTSVNEH |  | WLFHDDCTVE |  | RFCDSPDGVM |  | LCGSHDGREV |  | YAVTHDLTPT |
| EGWIMQFKIS |  | VGCKVSEKIA |  | QNQIHVQYST |  | DFGVSWNYLV |  | PQCLPADPKC |
| SGSVSQPSVF |  | FPTKGWKRIT |  | YPLPESLVGN |  | PVRFRFYQKY |  | SDMQWAIDNF |
| YLGPGCLDNC |  | RGHGDCLREQ |  | CICDPGYSGP |  | NCYLTHTLKT |  | FLKERFDSEE |
| IKPDLWMSLE |  | GGSTCTECGI |  | LAEDTALYFG |  | GSTVRQAVTQ |  | DLDLRGAKFL |
| QYWGRIGSEN |  | NMTSCHRPIC |  | RKEGVLLDYS |  | TDGGITWTLL |  | HEMDYQKYIS |
| VRHDYILLPE |  | DALTNTTRLR |  | WWQPFVISNG |  | IVVSGVERAQ |  | WALDNILIGG |
| AEINPSQLVD |  | TFDDEGTSHE |  | ENWSFYPNAV |  | RTAGFCGNPS |  | FHLYWPNKKK |
| DKTHNALSSR |  | ELIIQPGYMM |  | QFKIVVGCEA |  | TSCGDLHSVM |  | LEYTKDARSD |
| SWQLVQTQCL |  | PSSSNSIGCS |  | PFQFHEATIY |  | NSVNSSSWKR |  | ITIQLPDHVS |
| SSATQFRWIQ |  | KGEETEKQSW |  | AIDHVYIGEA |  | CPKLCSGHGY |  | CTTGAICICD |
| ESFQGDDCSV |  | FSHDLPSYIK |  | DNFESARVTE |  | ANWETIQGGV |  | IGSGCGQLAP |
| YAHGDSLYFN |  | GCQIRQAATK |  | PLDLTRASKI |  | MFVLQIGSMS |  | QTDSCNSDLS |
| GPHAVDKAVL |  | LQYSVNNGIT |  | WHVIAQHQPK |  | DFTQAQRVSY |  | NVPLEARMKG |
| VLLRWWQPRH |  | NGTGHDQWAL |  | DHVEVVLVST |  | RKQNYMMNFS |  | RQHGLRHFYN |
| RRRRSLRRYP |  |            |  |            |  |            |  |            |

A: Аланін

C: Цистеїн

D: Аспарагінова кислота

E: Глутамінова кислота

F: Фенілаланін

G: Гліцин

H: Гістидин

I: Ізолейцин

K: Лізин

L: Лейцин

M: Метіонін

N: Аспарагін

P: Пролін

Q: Глутамін

R: Аргінін

S: Серин

T: Треонін

V: Валін

W: Триптофан

Цей білок за функціями належить до серинових протеаз, білків розвитку. 
Білок клітинної адгезії, має сайти зв'язування з іонами цинку та кальцію, локалізований у позаклітинному матриксі.

## Загальна характеристика
Термін «рилін» походить від англ. to reel — «крутитися», «вертітися», «йти нетвердою ходою». Саме така, «закручена», нерівна хода була помічена у мишей з генетично зумовленою нестачею риліну. Гостра нестача білка призводить до порушення міграції нейронів. Якщо ген, який кодує синтез риліну, виключено повністю (гомозиготний генотип), спостерігається інверсія шарів кори головного мозку. При гетерозиготному генотипі, порушення мозку у мишей менш помітні, але нагадують порушення мозку людини при психотичних розладах. У людини генетично зумовлена відсутність риліну приводить до лісенціфалії, важкої розумової відсталості та епілепсії. Значна нестача риліну у людини спостерігається при шизофренії та біполярному розладі, але слід відзначити ймовірну дію медикаментів. Є дані про ймовірні зв'язки поліморфізмів гена RELN з шизофренією та хворобою Альцгеймера.

## Історія відкриття і дослідження

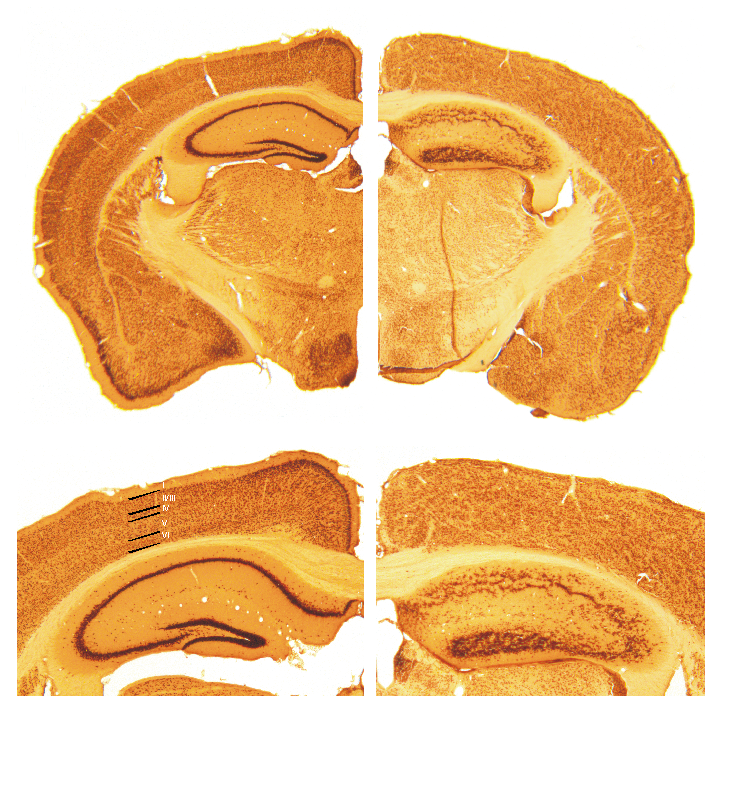
Ліворуч — мозок здорової миші, праворуч — мозок миші-мутанта reeler.

Дослідження мишей-мутантів дозволило ученим заглянути в глибинні механізми розвитку центральної нервової системи. Ідентифікацією спонтанних мутацій у мишей вперше зайнялися нейрофізіологи, що досліджували моторну поведінку. Виявити потрібних мишей у поносі було відносне легко: мутанти не були здатні нормально пересуватися у клітці. Було знайдено кілька подібних мишей, що отримали назви відповідно до характеру порушень моторики: reeler («той, що крутиться»), weaver («той, що коливається»), lurcher («той, що перехиляється»), nervous («нервовий»), і staggerer («той, що похитується»).
Миша, названа reeler, була вперше описана в 1951 році британським генетиком Дугласом Скоттом Фальконером. У 1960-ті роки було виявлено, що мозочок у цих мишей набагато менший від норми, до того ж порушена нормальна організація нейрональних шарів. Мутація особливо зацікавила дослідників після того, як було виявлено, що шари нейронів у мишей вистроюються «навпаки»: молодші нейрони були нездатні подолати шари клітин, що вже «осіли» на своєму рівні.
У 1995 році Ґабріеле Д'Арканджело і її колегам вдалося виявити ген RELN (що кодує білок рилін), розташований на хромосомі 7q22. В тому ж році японськими ученими з медичної школи міста Коті було успішно створено перше моноклональне антитіло до риліну, назване CR-50. Вони відзначили, що клітини Кахаля-Ретціуса, функція яких на той час була невідома, демонстрували особливо сильну реакцію на CR-50.
Клітинні рецептори, що реагують на рилін, апоЕ-рецептор 2 (apolipoprotein E receptor 2, apoER2) і рецептор ліпопротеїнів дуже низької щільності (very-low-density lipoprotein receptor, VLDLR), були виявлені випадково в ході експерименту, проведеного Тромсдорфом і колегами в 1997 році. У використаних в експерименті мутантів, так званих «нокаутних» мишей з відсутніми рецепторами apoER2 і VLDLR, виявилися дефекти в будові кори головного мозку, ідентичні дефектам миші reeler.
З метою глибше вивчити механізм сигнального шляху білка риліну й знайти інші його елементи, учені використовували два інших типи мишей-мутантів — yotari і scrambler. Ці миші за фенотипом схожі з мишею reeler, але сам ген RELN у них нормальний. Дослідження цих мутантів виявили порушення в гені DAB1, який кодує білок Dab1. Миші yotari, як виявилось, були позбавлені білка Dab1 повністю, а у мишей scrambler його вдавалося виявити ледь-ледь. Цілеспрямоване руйнування гена DAB1 також викликало фенотип, аналогічний фенотипу миші reeler. Визначення того, що саме Dab1 є ключовим регулятором сигнального каскаду риліну, поклало початок доскональному вивченню його складних внутріклітинних взаємодій.
Відкриття можливого зв'язку риліну з шизофренією та біполярним розладом, хворобою Альцгеймера і аутизмом та іншими дисфункціями, а також перспектива розкриття механізмів, що зумовили виникнення складно організованого людського мозку, привели до активного дослідження білка і його сигнальних взаємодій. До початку другого десятиліття після відкриття гена RELN, число наукових статей про рилін обчислювалося сотнями, а в 2008 році була опублікована збірка, численні автори якої розглядають різні структурні і функціональні особливості риліна в нормі і при патологіях.

## Секреція і локалізація білка

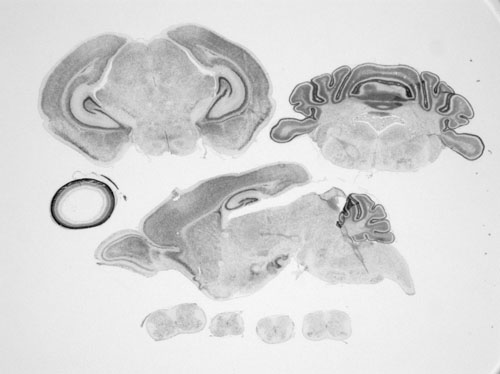
Експресія риліну в мозку миші на 7-мий постнатальний день

Рилін секретується позаклітинним матриксом. Швидкість секреції риліну пов'язана зі швидкістю його утворення і не залежить від деполяризації мембрани. Рилін виявляється в секреторних гранулах апарату Гольджі і відсутній в синаптичних бульбашках, що характерно для більшості білків позаклітинної матриці.
У період розвитку мозку рилін в корі головного мозку і гіпокампі синтезується клітинами Кахаля-Ретціуса, клітинами Кахаля та клітинами Ретціуса.
Клітини в пренатальному і ранньому постнатальному мозку, що виробляють рилін, переважно розміщуються в маргінальній зоні (MZ) кори і в тимчасовому субпіальному гранулярному шарі (SGL), найрозвиненішому в людини, а в гіпокампі — в молекуляно-перенхімальному шарі (лат. stratum lacunosum-moleculare) і верхньому маргінальному шарі зубчастої звивини.
У мозочку рилін виробляється в зовнішньому шарі гранулярних клітин перед міграцією гранулярних клітин у внутрішній шар.
Загалом у постнатальний період відбувається перехід від пошарової до дифузної експресії риліну. В дорослому мозку білок синтезується кірковими ГАМК-ергічними інтернейронами, що експресують кальретинін і кальбіндин, такими як клітини Мартінотті. Парвальбумін-місткі ГАМКергічні інтернейрони, такі як канделяберні і корзинчасті клітини, ніколи не утворюють рилін або роблять це украй рідко. У мозочку дорослих особин рилін виробляється глутаматергічними гранулярними нейронами внутрішнього шару.
За межами мозку рилін у дорослих ссавців виявляється в крові, печінці, середній частці гіпофізу і хромафінних клітинах надниркової залози.
У печінці рилін був ідентифікований в клітинах Іто. При пошкодженні печінки рівень мРНК риліну різко підвищується та знизується після завершення процесу відновлення.
В очах рилін виробляється в шарі гангліонарних клітин сітківки та ендотеліальному шарі рогівки. Як і в печінці, експресія цього білка підвищується при пошкодженнях.
Рилін виробляється також одонтобластами, клітинами, що розташовані на периферії зубної пульпи. Білок виявляється тут як в процесі одонтогенезу, так і в дорослому зубі. Як припускають деякі автори, одонтобласти є сенсорними клітками, здатними передавати болеві сигнали нервовим закінченням. Згідно з цією гіпотезою, рилін грає роль в цьому процесі, тому що він може сприяти встановленню контакту одонтобластів з нервовими закінченнями.

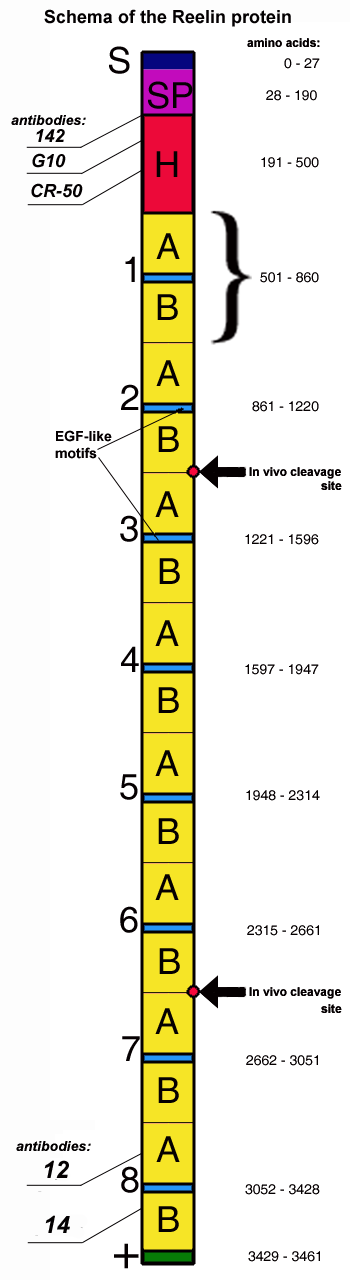
Схема амінокислотного ланцюжка риліну

## Структура білка

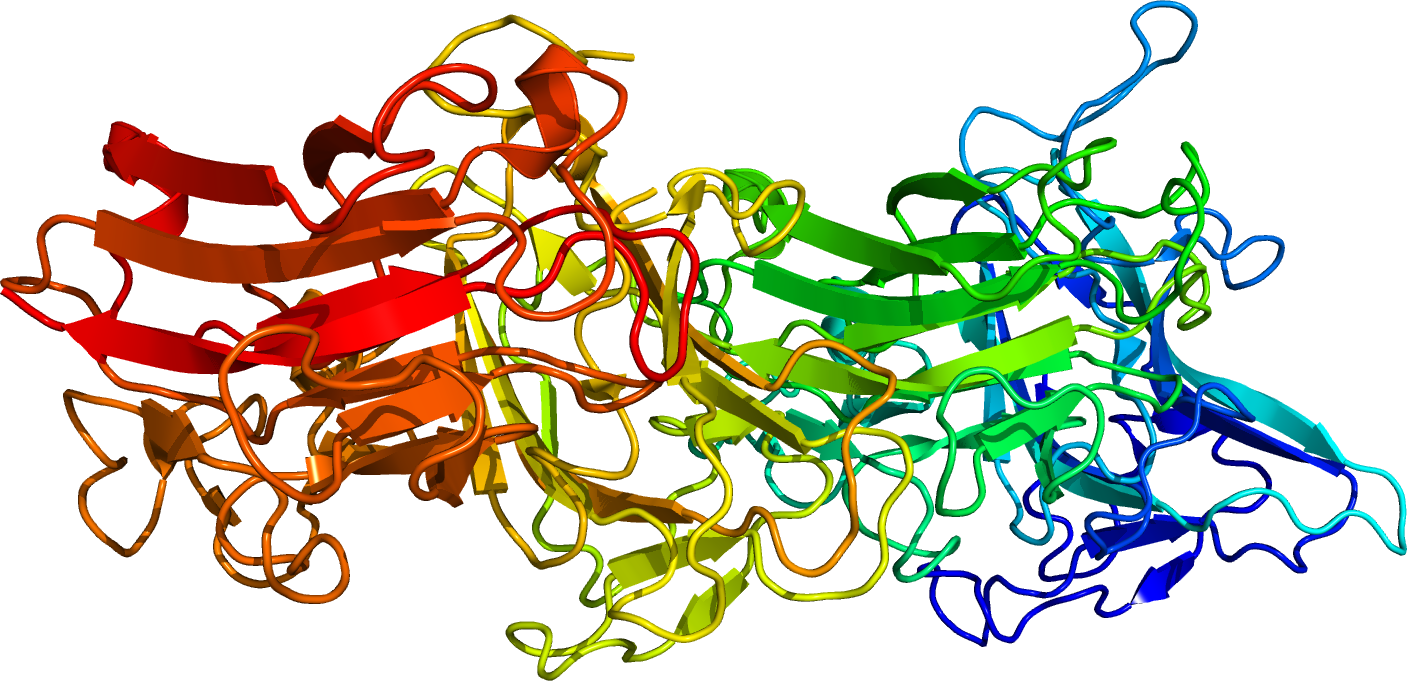
Кристалічна структура риліну миші, Protein Data Bank.

Рилін складається з 3461 амінокислотних залишків і має молекулярну масу 388 кДа. У мишачому гені Reln  міститься 65 екзонів, що мають загальну довжину близько 450 kb.
N-термінальні екзони розділені великими інтронами, решта екзонів розташовані ближче один до одного. Один екзон, що кодує всього дві амінокислоти поряд з C-кінцем, схильний до альтернативному сплайсингу, але невідомо, як це відображається на функції білка. В структурі гена ідентифіковані дві основні ділянки ініціації транскрипції і дві ділянки поліаденілювання.
Молекула білка починається сигнальним пептидом завдовжки в 27 амінокислотних залишків. Потім слідує ділянка, за будовою схожа з білком позаклітинної матриці F-спондіном (на схемі відмічений як SP, амінокислотні залишки 28—190). Потім — унікальна для риліна ділянка (сегмент H на схемі), після якої йдуть підряд 8 ділянок схожої структури, так звані «рилиновые повторы», завдовжки приблизно 350 амінокислот кожен. У центрі кожного повтору розташовується EGF-подібне включення, що ділить повтор на два субповтори, A і B, структура яких має мало загального. Незважаючи на розділення, ці субповтори контактують один з одним, що додає компактність загальній структурі риліну. Останньою йде коротка ділянка завдовжки в 32 амінокислоти, багата основними залишками (C terminal region, CTR), відмічена на схемі знаком «плюс». Ця ділянка відрізняється високою еволюційною консервативністю: вона повністю ідентична у всіх ссавців зі встановленою структурою гена RELN. Раніше вважалося, що ця ділянка необхідна для виділення білка з клітки, оскільки секреція риліна порушена у миші reeler підтипу Orleans, що виробляє неповний протеїн, — без частини 8-го повтору і без CTR. Було встановлено, що секреція порушується в першу чергу через відсікання білка посередині будь-якого з повторів, а чисте відсікання CTR призводить лише до зниження секреції.
У організмі рилін піддається росттрансляційній модифікації і розділяється на три частини. Позиції розділення знаходяться приблизно між 2 і 3 риліновим повтором і між повторами 6 і 7 (на схемі відмічені стрілками). Розщеплення риліну не знижує його активності, навпаки, воно може бути необхідним для правильного кортикогенезу. Конструкції, утворені центральними сегментами білка (повтори 3—6) ефективно зв'язуються з ліпопротеїновимі рецепторами, викликають подальше фосфорилування DAB1 і сприяють розвитку кортикальной пластинки так само, як і цілий білок.
Епітопи риліну, що взаємодіють з антитілами 142, G-10, CR-50, 12 і 14, також помічені на схемі.

## Функції білка і механізм його дії
Найважливіша передбачувана роль риліну — участь в регулюванні правильної будови шарів мозку, позиціонування клітин і утворення зв'язків протягом пренатального періоду розвитку. Проте білок задіяний в множині інших, ще не вивчених, процесів.

### Функції білка
Виявлення всіх функцій білка ускладнене передбачуваним різноманіттям його ролей і широкою поширеністю в організмі. Можна умовно розділити сфери дії білка за двома показниками — тимчасовому (стадія розвитку організму) і просторовому (локалізація в організмі).
На ранніх періодах розвитку, експресія риліна тимчасово виявляється в безлічі органів, що розвиваються, за межами центральної нервової системи, зникаючи після закінчення їхнього формування. Роль білка в цих процесах вивчена недостатньо, оскільки порушення вироблення риліна у нокаутних мишей-мутантів не приводить до явних патологій цих органів. У дорослому організмі, присутність риліну спостерігається в меншій кількості органів, причому спалах активності білка часто спостерігається при пошкодженні органу. Проте і в цих випадках точна функція риліну надалі залишається об'єктом наукових досліджень.

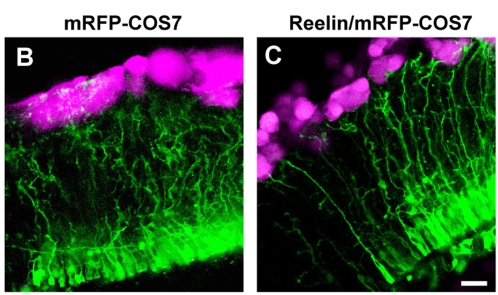
Рилін контролює направленний ріст волокон радіальної глії. На зображенні C видно, що рилін-твірні червоні клітини стимулюють ріст зелених волокон глії, на відміну від B, де червоні клітини не виробляють риліну.

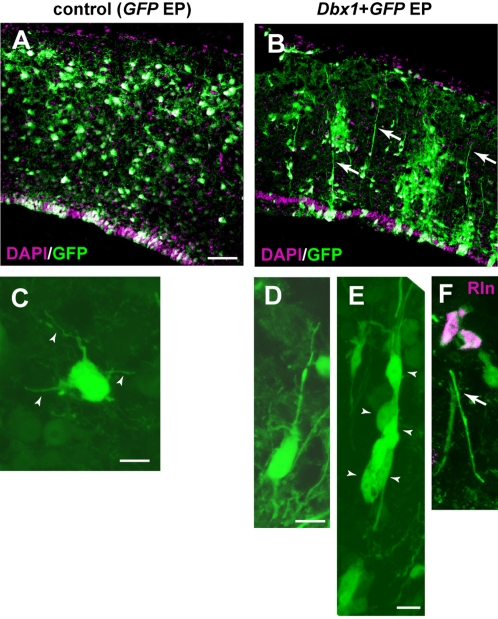
Збільшення експрасії риліну змінює морфологію мігруючих нейронів: на відміну від округлих клітин з короткими відростками (С) вони отримують біполярну форму (D) і приєднуються (E) до вологон радіальної глії, що тягнуться до рилін-продукуючого шару (F).

Роль риліна в ранньому розвитку нервової системи досліджена не достатньо. Білок сприяє диференціації волокон радіальної глії, уздовж яких мігрують нейробласти. Положення шару клітин, що виробляють рилін, грає важливу роль, оскільки радіальна глія орієнтує свої волокна у напрямі більшої концентрації риліну.
Другий процес в розвитку мозку, що залежить від наявності риліна — кортикогенез, зокрема, розщеплювання передпластинки (англ. preplate) на маргінальну зону і субпластинку і заселення простору між ними — кортикальної пластинки — п'ятьма горизонтальними шарами нейронів в «зворотному» порядку. Зворотний порядок побудови шарів кортикальної пластинки, при якому молодші нейробласти долають ряди клітин, що вже прижилися, і вибудовують свій шар вище, відрізняє мозок ссавців від еволюційно стародавнішого мозку зауропсидів, в якому шари будуються «зовні всередину». За відсутності риліну, кортикальні шари миші-мутанта reeler також будуються зовні всередину, причому молодші клітини не можуть подолати вже створені кортикальні шари. При цьому в просторі, розташованому під м'якою мозковою оболоною, утворюється так звана «суперпластинка» — перенаселений шар, в якому змішані неправильно розташовані нейрони субпластинки, клітини Кахаля-Ретціуса, і нейрони, які повинні були подолати субпластинку і зупинитися безпосередньо за нею, залишивши місце вгорі для наступних шарів.
Не існує єдиної думки відносно ролі риліну в правильній побудові шарів. Початкове припущення про те, що білок служить стоп-сигналом для мігруючих клітин, підтверджується його здатністю провокувати роз'єднання нейронів, його роллю в створенні рівного шару гранулярних клітин в зубчастій звивині гіпокампу, а також тим, що мігруючі нейробласти уникають впровадження в зони, насичені риліном. Проте дані про те, що нормальний кортикогенез відновлюється незалежно від положення шару клітин, що виробляють рилін, в дослідженнях на мишах, а також відсутність експериментальних доказів дії білка на конуси росту і провідні відростки нейронів, породили додаткові гіпотези. Згідно з одною з них, рилін підвищує чутливість клітин до ще невідомого сигналу позиціонування.
Роль риліну в нервовій системі дорослого організму пов'язана з двома найактивнішими ділянками нейрогенезу в дорослому мозку — субвентрикулярною зоною і зубчастою звивиною. Ланцюжки нейробластів, що здійснюють в мозку деяких видів тварин тангенціальну міграцію ростральним міграційним трактом з субвентрикулярної зони до нюхової цибулини, під впливом риліну розпадаються на окремі клітини. Ці клітини набувають здатності долати вже існуючі шари нейронів і здійснюють радіальну міграцію уздовж гліальних волокон. У зубчастій звивині рилін відповідає за підтримку компактного шару гранулярных клітин, що постійно поповнюється новими нейронами, які зароджуються в субгранулярній зоні.
Рилін у дорослих також продовжує виділятися ГАМКергічними інтернейронамі кори мозку, що зародилися в медіальному гангліонарному горбику. Рилін, що виділяється ними, підсилює синаптичну пластичність і довготривалу потенціацію, взаємодіючи з рецепторами ApoER2 і VLDLR.
За даними одного дослідження, рилін може брати участь у віковій зміні композиції NMDA-рецептору, підвищуючи мобільність рецепторів, що містять субодиницю NR2B.